# Andrea Camassei
Andrea Camassei, född i november (döpt 1 december) 1602 i Bevagna, död 18 augusti 1649 i Rom, var en italiensk målare under barockepoken. Han var elev till Domenichino och senare Pietro da Cortona. Camassei målade bland annat kristna och mytologiska motiv.
Andrea Camassei dog år 1649 och begravdes i kyrkan Sant'Agostino.

## Verk i urval
- Vår Fru av Karmel överräcker skapularet åt den helige Simon Stock – Sant'Egidio[2]
- Slaget vid Pons Milvius – Lateranbaptisteriet[3][4]
- Konstantin den stores intåg i Rom – Lateranbaptisteriet[3][4]
- Pietà (1632–1635) – Cappella del Santissimo Redentore, Santa Maria della Concezione[5][6]
- Den helige Sebastians martyrium – San Sebastiano al Palatino[7]
- Änglarnas hierarki – Palazzo Barberini[8]
- Apollon – Palazzo Barberini[9]
- Fresker – Palazzo Pamphili[10]

## Bilder
| - Konungarnas tillbedjan. - De heliga Carlo Borromeo och Filippo Neri. |